# マリアン・ボテザトゥ
マリアン・クリスティアン・ボテザトゥ（Marian Cristian Botezatu 、2000年12月26日 - ）は、ルーマニア・ピアトラ・ネアムツ出身のプロサッカー選手。FCSB所属。ポジションは、ディフェンダー。

## 経歴
FCSBのユースアカデミー出身。2018年9月27日、クパ・ロムニエイのウニレア・アルバ・ユリア戦でトップチームデビュー。2019年8月11日、ホームのヴォルンタリ戦でリーガIデビューを果たしたが、オウンゴールを献上してしまい、チームも1-3で敗れた。

## 個人成績

### クラブ
2019年8月11日現在
| クラブ | シーズン | リーグ | リーグ | カップ | カップ | 合計 | 合計 | 合計 |
| クラブ | シーズン | 出場   | 得点   | 出場   | 得点   | 出場 | 得点 |      |
| ------ | -------- | ------ | ------ | ------ | ------ | ---- | ---- | ---- |
| FCSB   | 2018-19  | 0      | 0      | 1      | 0      | 1    | 0    |      |
| FCSB   | 2019-20  | 1      | 0      | 0      | 0      | 1    | 0    |      |
| 通算   | 通算     | 1      | 0      | 1      | 0      | 2    | 0    |      |